# Procès fictif
Ne doit pas être confondu avec Procès-spectacle, Tribunal d'opinion ou Procès médiatique.

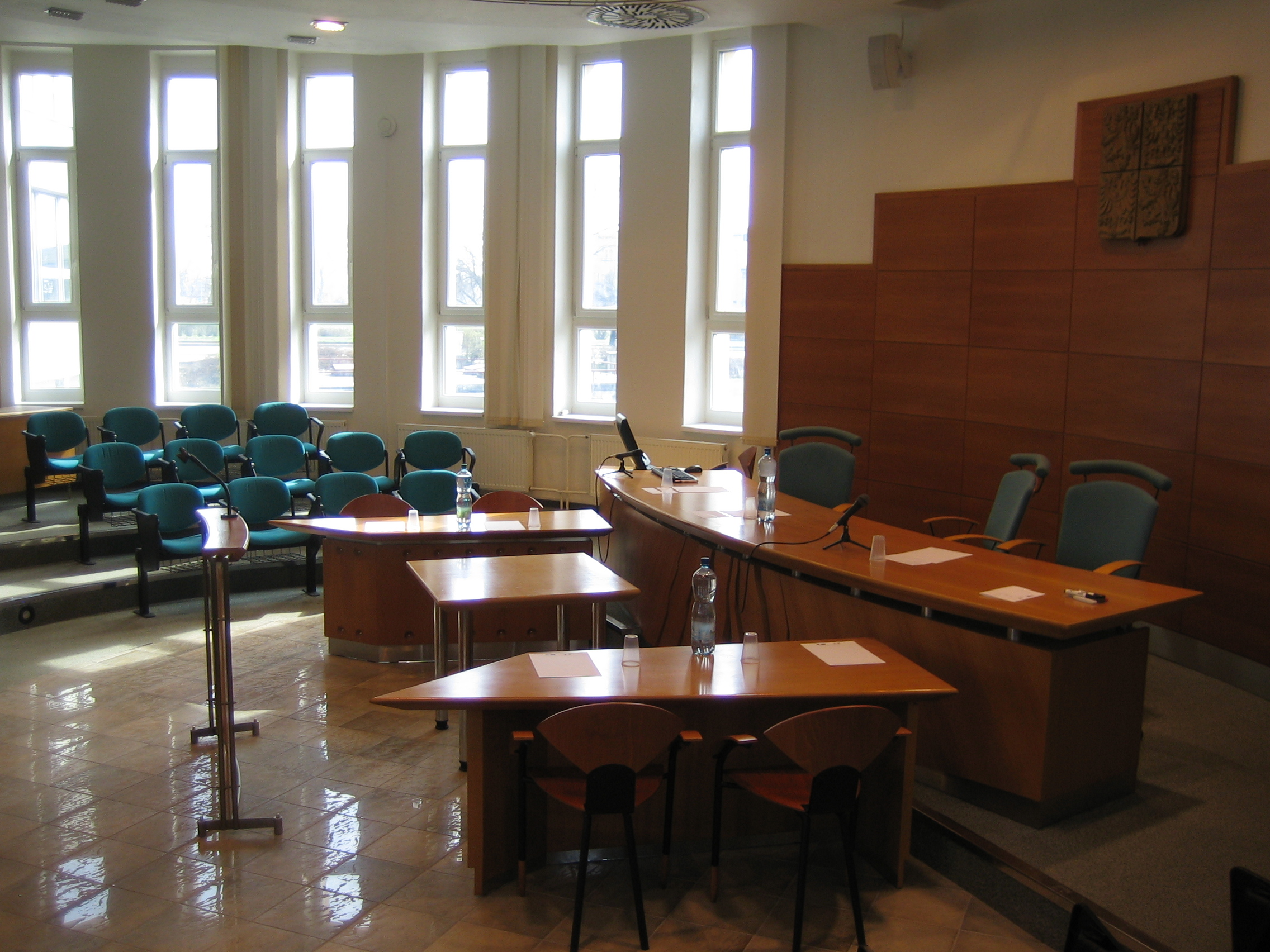
Salle d'audience d'un procès fictif d'une école de droit

Un procès fictif (aussi appelé procès simulé, moot court en anglais) est une activité périscolaire présente dans de nombreuses facultés de droit. Les participants prennent part à des procédures judiciaires simulées, impliquant généralement la rédaction de mémoires et la participation à des plaidoiries,,.   
Le procès peut impliquer des personnages fictifs ou historiques, ou bien encore des concepts abstraits.   
Dans les universités canadiennes, le procès fictif est appelé « tribunal-école ».